# Buccheri

Localització de Buccheri

Buccheri (sicilià Buccheri) és un municipi italià, dins de la província de Siracusa. L'any 2009 tenia 2.165 habitants. Limita amb els municipis de Buscemi, Carlentini, Ferla, Francofonte, Giarratana (RG) i Vizzini (CT).

## Administració
| Període | Identitat      | Partit        |
| ------- | -------------- | ------------- |
| 2008-   | Gaetano Pavano | Llista cívica |

## Galeria d'imatges

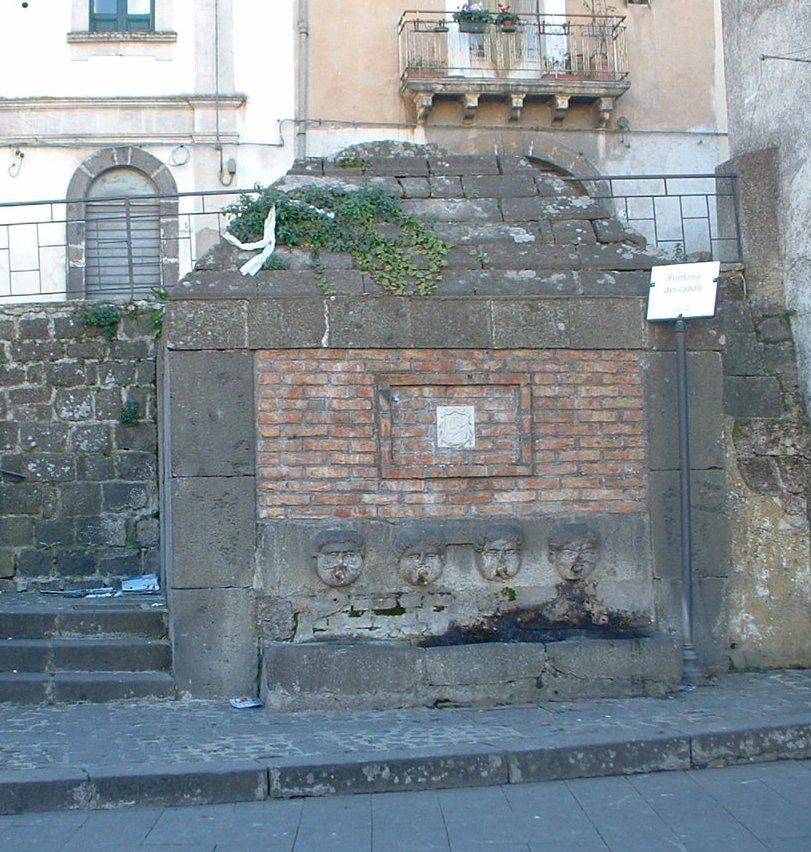
Font dels canals
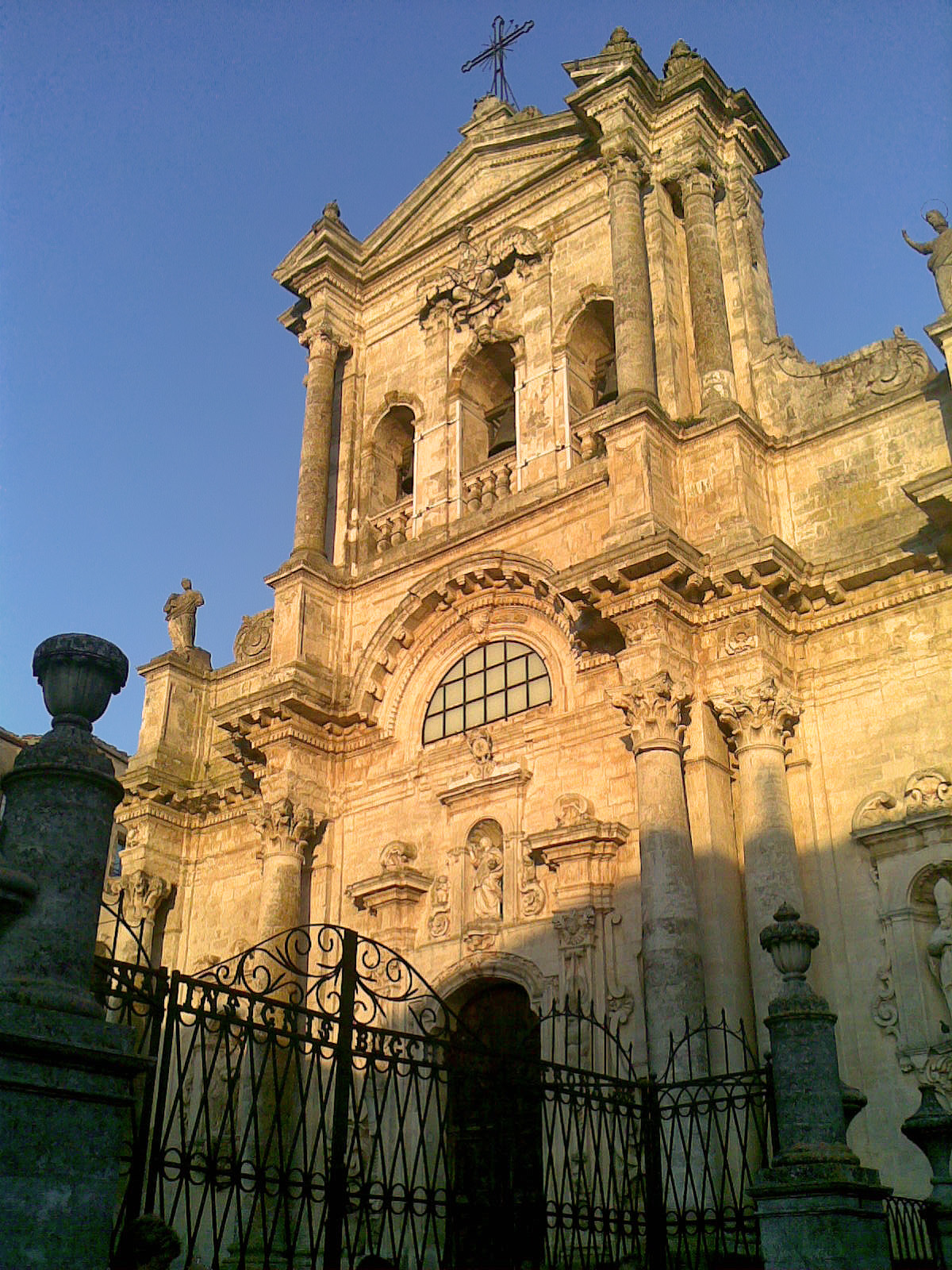
Església Santa Maria Maddalena
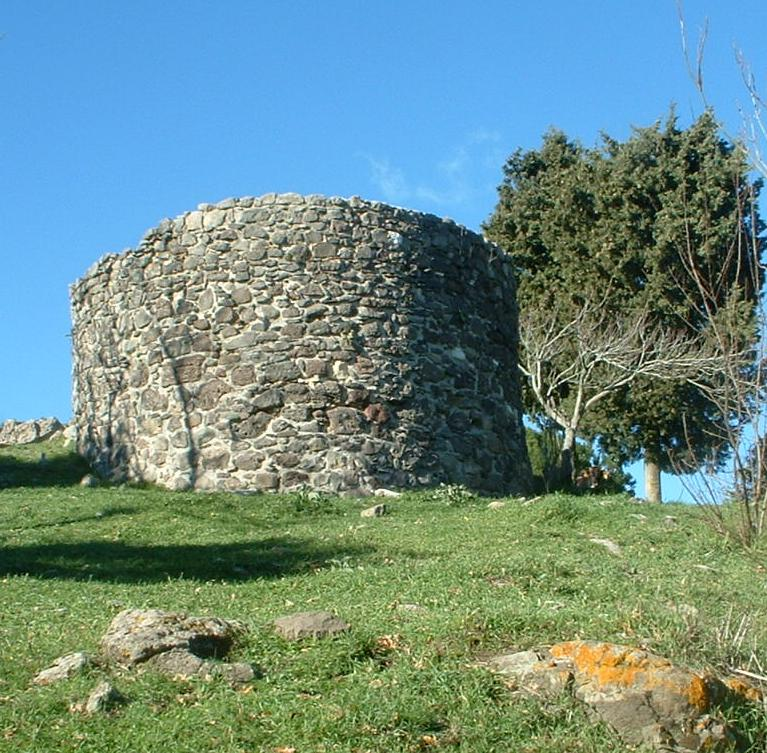
Restes del castell